# (1460) Haltia
(1460) Haltia – planetoida z pasa głównego asteroid okrążająca Słońce w ciągu 4 lat i 20 dni w średniej odległości 2,54 au. Została odkryta 24 listopada 1937 roku w Obserwatorium Iso-Heikkilä w Turku przez Yrjö Väisälä. Nazwa planetoidy pochodzi od Halti, najwyższego punktu Finlandii. Przed nadaniem nazwy planetoida nosiła oznaczenie tymczasowe (1469) 1937 WC.